# Turbo Squad
Turbo Squad is een Surinaamse dansgroep.
De groep werkt samen met ArtLab Suriname en treedt op tijdens evenementen en festivals, variërend van Got Talent tot sportevenementen. Daarnaast onderneemt ze andere activiteiten, zoals het geven van les in danstechnieken en beweging aan schoolleerlingen.
Turbo Squad nam meermaals deel aan de Summer Dance Battle in Cayenne, de hoofdstad van Frans-Guyana, en wist het evenement in 2006 te winnen.
Dansers die voor Turbo Squad actief zijn (geweest), zijn onder meer Ingway Sabajo, Marcelino Zandwijken en dj/mc Raynel (Ray-D) Dalen. Marlon Stuart, breakdancer van de groep, verongelukte in 2011 samen met cabaretier Steven Westmaas in Coronie toen zij op weg waren naar een optreden in Nickerie.